# Colegio Oficial de Arquitectos de Gran Canaria
El Colegio Oficial de Arquitectos de Gran Canaria, COAGC, es un colegio profesional de arquitectos radicado en la Comunidad Autónoma de Canarias (España). Se fundó en diciembre de 2014, tras su segregación del Colegio Oficial de Arquitectos de Canarias.
El Colegio Oficial de Arquitectos de Gran Canaria es una Corporación de derecho público integrada por quienes ejercen la profesión de arquitecto en el ámbito territorial de la isla de Gran Canaria, así como por los titulados que, sin ejercerla, se hallan voluntariamente incorporados al mismo.
El Decano del COAGC es D. Vicente Boissier Domínguez, que dirige la corporación junto al resto de miembros de la Junta de Gobierno. Esta Junta ejerce su mandato desde su proclamación el 22 de abril de 2015.

## Historia
Antes de su escisión, y desde 1969, fue una de las Demarcaciones integrantes del Colegio de Arquitectos de Canarias, junto con las Demarcaciones de Tenerife La Gomera y el Hierro, Fuerteventura, Lanzarote y La Palma.
El procedimiento de segregación para escindirse del Colegio regional se inició en julio de 2013, a petición de más de dos terceras partes de los colegiados de la isla de Gran Canaria, de conformidad a los artículos del 9 al 11 del Reglamento que desarrolla la Ley Territorial de Colegios Profesionales de Canarias. El Decreto para su segregación fue aprobado por el Consejo de Gobierno de la Comunidad Autónoma Canaria el 12 de diciembre de 2014 y publicado en el «Boletín Oficial de Canarias nº 2014/246 (anuncio 5.616) el 19 de diciembre de 2014»..

## Naturaleza y funciones
El Colegio Oficial de Arquitectos de Gran Canaria es una Corporación de derecho público constituida con arreglo a la Ley, y tiene personalidad jurídica propia y plena capacidad de obrar para el cumplimiento de sus fines.
Sus fines esenciales son:
1. Procurar el perfeccionamiento de la actividad profesional de los arquitectos.
2. Ordenar, en el marco de las Leyes, el ejercicio profesional.
3. Velar por la observancia de la deontología de la profesión y por el respeto debido a los derechos de los ciudadanos.
4. Representar y defender los intereses generales de la profesión, en particular en sus relaciones con los poderes públicos.
5. Defender los derechos e intereses profesionales de sus miembros.
6. Realizar las prestaciones de interés general propias de la profesión de arquitecto que consideren oportunas o que les encomienden los poderes públicos con arreglo a la Ley.

## Organización
El Colegio actúa asegurando la acción coordinada de sus órganos generales (Asamblea General, Junta de Gobierno y Decano) y la igualdad de trato de todos sus miembros.
Los Estatutos del Colegio Oficial de Arquitectos de Gran Canaria fueron aprobados por unanimidad en Asamblea Extraordinaria el 24 de febrero de 2015, inscritos en el Registro de Colegios Profesionales de Canarias el 13 de marzo de 2015 y publicados en el «Boletín Oficial de Canarias nº 2015/056 (anuncio 1.306) el 23 de marzo de 2015»..
Está administrado y dirigido por la Junta de Gobierno que preside D. Vicente Boissier Domínguez, Decano del COAGC, si bien es La Asamblea General de los arquitectos colegiados el órgano supremo de expresión de la voluntad del COAGC. Esta Asamblea, que se reúne al menos dos veces al año, se rige por los principios de participación directa, igual y democrática de todos los colegiados asistentes. Los Acuerdos tomados en la Asamblea General son vinculantes para todos los colegiados.
El COAGC es el único colegio de arquitectos de Canarias con capacidad plena para su integración en el Consejo Superior de los Colegios de Arquitectos de España (CSCAE), organismo que agrupa y representa a los arquitectos a nivel nacional, ya que el antiguo colegio regional todavía no ha adaptado sus estatutos en todo aquello que afecta a su denominación, ámbito territorial y estructura orgánica, tal y como establecía el Decreto 116/2014, de 12 de diciembre, tras la segregación del Colegio de Gran Canaria. Hasta que esta adaptación no se produzca no será posible la integración de ambos colegios en un Consejo Autonómico.

## Arquitectos en Gran Canaria
- José Luján Pérez (1756-1815)
- Secundino Zuazo Ugalde (1887-1971)
- Miguel Martín-Fernández de la Torre (1894-1979)